# 君が死ぬまであと100日
『君が死ぬまであと100日』（きみがしぬまであとひゃくにち）は、右腹による日本の漫画作品。マンガアプリ「マンガMee」（集英社）にて、2018年11月1日から2020年10月1日まで連載された。また、2020年1月23日から10月1日まで『少年ジャンプ+』（同社）でも同時配信された。
右腹にとって最初の長編作品。余命が見える男子高校生と余命100日を切った女子高校生の物語。右腹は「余命・運命と戦う話」であると語っている。
構想段階では、キャラクターは同じだったが、ヒロインが病気で100日で死ぬ設定だった。その「100日間をどう生きるか」ということで話を考えていたが、暗くなりすぎたという。そのため、ラブコメに寄せ、余命が増減する設定に変えられた。
2023年10月より、日本テレビにてテレビドラマが放送された。

## あらすじ
男子高校生・津田林太郎は、生き物の余命が見えるという特殊能力を持つ。しかし、余命が見えても助けることができないことに幼いころから悩んでいた。ある日、幼馴染で想いを寄せる女子高校生・神崎うみの余命が100日を切っていることに気が付く。

## 登場人物
津田 林太郎
生き物の余命が見える男子高校生。
涙もろく、かつて流行った「俺様系男子」とは対照的なキャラクターとして描かれる。
名前は、作者に「たろう」というあだ名の友人がいたことが由来。
神崎 うみ
林太郎の幼馴染で女子高校生。1話で林太郎に告白され、付き合うことになるがその直後に余命が100日を切っていることが判明する。
少女らしい容姿とは対照的に少年的な感覚を持つ、中性的なキャラクターとして描かれる。名前も中性的な響きがあることから付けられた。マイペースな性格で、あまり人の話を聞かなかない。器用で料理も得意。
作者は描いていて楽しいし動かしやすいと述べている。
藤井 みのり
女子高校生。ツッコミ役でうみのおかしな部分を指摘する。
美人だが周囲の女子からは嫌われている。お喋りな面もある。
小野寺 いつき
転校生。男子高校生。ストーカーに付きまとわれている。

## 書誌情報
- 右腹 『君が死ぬまであと100日』 集英社 〈マーガレットコミックス〉、全6巻
  1. 2019年11月25日発売[7][8]、ISBN 978-4-08-844270-9
  2. 2020年1月24日発売[9]、ISBN 978-4-08-844307-2
  3. 2020年3月25日発売[10]、ISBN 978-4-08-844322-5
  4. 2020年5月25日発売[11]、ISBN 978-4-08-844342-3
  5. 2020年11月25日発売[12][13]、ISBN 978-4-08-844366-9
  6. 2020年11月25日発売[12][14]、ISBN 978-4-08-844401-7

## テレビドラマ
2023年10月24日（23日深夜）から12月26日（25日深夜）まで、日本テレビの「シンドラ」枠で放送された。主演は髙橋優斗。

### キャスト

#### 主要人物
津田林太郎〈17〉
演 - 髙橋優斗（幼少期：石塚陸翔）
高校2年生。生き物の100日間の余命が見える能力を持つ。
神崎うみ〈17〉
演 - 豊嶋花（幼少期：池村碧彩）
林太郎の幼なじみ。高校2年生。
小野寺いつき〈17〉
演 - 井上瑞稀（幼少期：高木波瑠）
正体不明の転校生。

#### 周辺人物
藤井みのり〈17〉
演 - 咲耶
高校2年生。愛嬌があり、男子からは好かれているものの、女子には嫌われている。
田代みか〈17〉
演 - 新井舞良
うみの親友。バスケ部のマネージャー。
佐藤千明〈17〉
演 - 紺野彩夏
いつきの元同級生。いつきに好意。
ひかり
演 - 貴島明日香
いつきが小学生時代に出会った女性。
- 永井理子、佐々木悠華、廣岡実夢

### スタッフ
- 原作 - 右腹『君が死ぬまであと100日』（集英社マーガレットコミックス刊）[23]
- 脚本 - 森ハヤシ[23]
- 音楽 - 信澤宣明[23]
- 主題歌 - HiHi Jets「となり」[24]
- 演出 - 林雅貴[23]、北川瞳[23]、青木達也[23]
- 編成 - 鈴木淳一[23]、藤澤季世子[23]、明石広人[23]
- チーフプロデューサー - 三上絵里子[23]、島本講太[23]
- プロデューサー - 島ノ江衣未[23]、清家優輝[23]、岡田健人[23]
- 協力プロデューサー - 杉山葉香[25]
- 制作協力 - ファインエンターテイメント[23]
- 製作著作 - 日本テレビ[23]、ジェイ・ストーム[23]

### 放送日程
| 放送回 | 放送日   | サブタイトル   | 演出     |
| ------ | -------- | -------------- | -------- |
| #1     | 10月24日 | 幼なじみの余命 | 林雅貴   |
| #2     | 10月31日 | 救え           | 林雅貴   |
| #3     | 11月07日 | 好き           | 北川瞳   |
| #4     | 11月14日 | 秘密           | 北川瞳   |
| #5     | 11月21日 | 対立           | 青木達也 |
| #6     | 11月28日 | 別離           | 林雅貴   |
| #7     | 12月05日 | 運命           | 青木達也 |
| #8     | 12月12日 | 決戦           | 林雅貴   |
| #9     | 12月19日 | 代償           | 林雅貴   |
| 最終話 | 12月26日 | 未来           | 林雅貴   |

- 第3話は前日放送『news zero』の放送拡大（23時 - 翌0時4分）に伴う特別編成の関係で5分繰り下げられ、1時4分 - 1時34分に放送された。

| 日本テレビ シンドラ                      | 日本テレビ シンドラ                                 | 日本テレビ シンドラ                        |
| 前番組                                   | 番組名                                              | 次番組                                     |
| ---------------------------------------- | --------------------------------------------------- | ------------------------------------------ |
| 紅さすライフ （2023年7月25日 - 9月26日） | 君が死ぬまであと100日 （2023年10月24日 - 12月26日） | 先生さようなら （2024年1月23日 - 3月26日） |